# История Липецка
Город Липецк основан в 1703 году.

## Первые поселения
Самые ранние поселения на территории современного города представлены археологическими памятниками «Липецкое городище» в холмистой низине изгиба Липовки (воронежская и абашевская культура II тыс. до н. э., городецкая и сарматская культура I тыс. н. э., позднерусский период) и «Липецкое озеро» (чуть ниже) в пойме реки Воронеж (неолит, энеолит и бронзовый век, V—II тыс. до н. э.). Оба памятника в настоящий момент почти полностью разрушены застройкой.
По версии одного из липецких краеведов, укреплённое славянское поселение на месте современного города существовало ещё до начала монгольского нашествия. Оно располагалось на крутом холме и было с севера, запада и юга защищено неприступными склонами. С более пологой восточной стороны был насыпан земляной оборонительный холм, остатки которого сохранились до нынешнего времени. В центре поселения находился княжеский дом, а вокруг жили ремесленники. Другими исследователями на этом месте зафиксировано лишь поселение IX века борщёвской культуры, для которого не были характерны укрепления и атрибуты княжеской власти. Либо вовсе отрицается присутствие здесь в I тысячелетии н. э. славян в пользу городецкой и сарматской культур раннего железного века.
В летописях город с названием Липовичск впервые упоминается в 1283—1284 годах в контексте событий, связанных с борьбой Руси против монголо-татарского ига. В 1284 году город был полностью разрушен баскаком Ахматом и в течение нескольких последующих столетий никаких упоминаний о нём нет.
Ряд авторов (историков, археологов) оспаривают связь летописного Липовичска с нынешним Липецком, в краеведческих работах подобные отождествления зачастую также отсутствуют. В тех работах по истории города, где в этом контексте упоминается сюжет с историей Липовичского княжества, обычно отсутствуют ссылки на данные археологических исследований Липецкого городища помимо факта установки мемориального обелиска с информацией о слое XIII века. По данным археологов, проводивших последние исследования памятника, слой обнаружен не был.
Тем не менее, название современного города не первое столетие ретроспективно связывают с летописным, по аналогии с Воронежем, место омонимичного «предка» которого до сих пор доподлинно не установлено.

## XVII век
Завершение основного этапа татаро-монгольской зависимости и консолидация северо-восточных русских земель приводят к постепенному освоению и заселению южных рубежей. В XVI веке это, прежде всего, Верхнее Придонье, а с начала XVII века — Поворонежье (участок между Верхним Доном и Воронежем).
Село Малые Студёнки Липские, находившееся на месте современного города, летописи впервые упоминают в первой половине XVII века. Отмечается, что люди заселили эту местность из рязанских краёв, спасаясь от «Борисова разорения». Вместе с окрестными поселениями вниз по реке Воронеж, эти земли считались вотчиной бояр Романовых. Часть поселений получает слободской и военный статус: так, примыкающие к Студёнкам вниз и вверх по течению реки, Соколье (владение Трубецких) и Романово Городище официально становятся городами. Оба входили в Белгородскую засечную черту, причём Романов управлялся автономно, вне приказа. В XVIII веке Сокольск и Романов постепенно утрачивают значение и становятся сёлами, а уже в XX веке частично входят в черту города (район Сокол и Телецентр (Подгорное)).
К Студёнкам ещё в XVII веке примыкает Паройская пустынь. Через это место проходила дорога из Москвы в Воронеж, в частности, известный путь Петра I из Раненбурга в Романов. Плотина монастырской мельницы, которую позднее с компенсацией изъяли у монахов, послужила в дальнейшем быстрому возведению здесь завода.
Предположительно с конца XVII века в районе села Малые Студёнки Липские начинается разработка железных руд и с 1700 года (по другим данным — 1703 г.) строительство Липских железных заводов вслед за Боринским. В некоторых источниках отмечено как «строение в Сокольску».

## XVIII век. Основание
1703 год принято считать годом основания Липецка (День города отмечается в третье воскресенье июля). Тогда на реке Липовке, на месте её впадения в реку Воронеж, было начато строительство железоделательных заводов для нужд российского флота (см. воронежские верфи) и армии, которые во время Северной войны оказали большую поддержку в их снабжении, став очагом развития капитализма среди здешних земель. К этому времени заводы стали крупными, занимая второе место в России по выплавке чугуна.
Разросшееся после постройки заводов село Романовского уезда в 1709 году было переименовано в слободу Ли́пские Заво́ды (Ли́пские желе́зные заво́ды) и вошло в состав Сокольского уезда. Здесь располагался путевой дворец Петра I и ряд церквей. Быстрое расширение производства (строительство Нижнего завода) привело к необходимости сооружения уникального и крупнейшего в царской России пруда. Казённые заводы обеспечивали военный флот, призванный защищать южные рубежи, металлом, пушками, мушкетами, пистолетами, бомбами. В мирное время заводы производили котлы, чугунки, сковородки.
Первое время в слободе существовали частные кузницы и доменные печи, но, не выдержав конкуренции, они были закрыты. Помимо железоделательных заводов, здесь существовали суконная, кожевенная, чулочная, шляпная фабрики, красильная, бударная мастерские, овцеводческое хозяйство. Липецк был производственно-логистическим центром целого металлургического комплекса, к которому относились Козьминский якорный и Боринский чугунолитейный и позднее Новопетровский передельный заводы. Приписанные в 1713 году к Липским железоделательным заводам города — Романов, Сокольск, Белоколодск (и соответствующие уезды) — некоторое время существовали в губернии вне провинциального деления.
В 1745 году заводы перешли из казны «на восстановление» во владение князю Репнину, и положение дел в поселении изменилось. Прежде всего, ухудшилось положение рабочих, оплата труда которых упала в 2 раза, начались волнения. Злоупотребления привели в 1762 году к установлению на год рабочего управления. Расследование положения дел Екатериной II и начавшаяся турецкая война возвратили заводы в казну. Война сказывается неоднозначно: она приводит к одновременному взлёту и упадку поселения.
16 сентября 1779 года по указу Екатерины II слобода Липские Заводы официально получает статус уездного города Тамбовского наместничества (с 1796 года — Тамбовской губернии) с названием Липецк. В него входит прежняя слобода Липские Заводы. Сокольский уезд упраздняется. В то время здесь проживало около 6 тыс. человек.
16 августа 1781 года Липецк получает свой герб. Под тамбовским губернским гербом (улей и три золотые пчёлы) — раскидистая липа на золотом фоне, отражающая имя города. В 1789 году город получает свой первый генплан.
В 1789 году в городе появилось первое учебное заведение — Малое народное училище. В 1791—1803 годах строится самый высокий в городе храм, до сих пор являющийся архитектурной доминантой, — Христорождественский собор.

## XIX век
По окончании русско-турецкой войны был заключён Ясский мирный договор, закрепивший российские границы в Северном Причерноморье и необходимость поддержания Воронежских верфей отпала. Этот факт вместе с истощением лесов, использовавшихся для топлива привёл к упадку производственной жизни в уездном центре. После открытия на юге Российской империи новых чугуноплавильных заводов с новой, более совершенной, технологией выплавки чугуна и стали на коксе в 1795 году, Липские заводы, с устаревшим технологическим процессом не выдержавшие конкуренции, были ликвидированы, а основная часть оборудования и рабочих были переведены на Луганский завод. После закрытия заводов индустриальное развитие города замедлилось.
Сооружённый для нужд завода, пруд выделялся не только размерами, но и отсутствием ихтиофауны. Этот факт был замечен местным населением. В 1800 году, врач уездного города Липецка, Вандер, донёс в медицинскую коллегию о целебных свойствах и случаях излечения местной минеральной водой. С 1801 года популярность источника начинает расти, из соседних губерний начинают съезжаться лечащиеся. К 1803 году тамбовские власти начинают облагораживать место вокруг минерального колодца, где располагались развалины железных заводов. Строятся деревянный шатёр и тесовая галерея. После того, как химический анализ показал сходство минеральных вод с водами известных западноевропейских курортов, в 1805 году в прессе эта тема получила широкое освещение. В условиях наполеоновских войн и социальной напряжённости в Европе курорт получает популярность в высшем обществе как отечественный аналог бельгийскому Спа. Год спустя, на территории бывшего завода был разбит «английский сад», впоследствии названный Нижним парком. Вход в парк и курорт был платным и недоступным для большинства простых людей.
В 1806 году в деревянном хаотично застроенном Липецке случился большой пожар, после которого застройка города стала производиться уже по Генеральному плану, с прямыми широкими улицами и зданиями из камня и кирпича. Были построены курортные здания, гостиница, зал развлечений. На Дворянской улице (ныне ул. Ленина) появились дворянские и купеческие особняки. В городе по разным берегами реки Липовки находились две площади — центральная и торговая (ярмарочная). На окраине располагался парк для прогулок «Воронежская роща». В честь исчезнувшего парка носила название Гульбищенская улица. По периметру города располагались вал, ров и четверо ворот. Первым архитектором города в 1809 году стал архитектор курорта Минеральных вод А. Славинский. В том же году в нём появляется публичная библиотека, всего 3 % томов которой написаны на русском языке. В 1811 году строится Верхний (Дворянский) парк.
В 1820 году город посещает Александр I. В его честь в курортном здании устраиваются балы, ставшие вскоре традицией среди приезжающей сюда знати. На сцене курортного зала устраивались спектакли и фейерверки, город посещают известные по всей империи музыканты и актёры, а в 1837 году наследник престола Александр II. В 1839 году по заказу лечившегося минеральными водами петербургского купца Павла Небученова построен обелиск Петру I.
В 1862 году в городе насчитывалось 834 двора с 11659 жителями (6072 мужского пола и 5587 женского). В городе находилось 8 православных церквей, 3 училища (уездное, духовное и приходское), больница и почтовая станция. Функционировали три ярмарки и пять заводов (два мыловаренных, два свечносальных, салотопенный). Позднее, в 1863 году строится винокуренный завод, ставший впоследствии крупнейшим. В 1858—1872 годах на территории будущего посёлка Тракторостроителей существовало Липецкое егерское училище.
В 1868—1869 годах через город проходит Елецко-Грязинская железная дорога, строится станция «Липецк» и, знаменитый своими пассажирами (от И. А. Бунина до Г. В. Плеханова), Грязинский железнодорожный узел.
В 1869 году выходит первая городская газета — «Липецкий летний листок», в которой освещались местные новости и публиковались коммерческие предложения.
К последней трети XIX века профиль услуг курорта расширяется: появляется грязелечение (лечебные грязи добывали со дна Петровского пруда), торфолечение (железистый торф был найден на территории Нижнего парка) и кумысолечение. Курортный город в эту пору привлекал не только светскую публику из знати, но и политическую богему из числа народовольцев. Так в 1879 году здесь проходил съезд объединения «Земля и Воля» и ряда других народнических организаций, на котором обсуждались террористические и политические методы борьбы, в том числе организация покушения на Александра II . В память о тех днях в Нижнем парке впоследствии установлен памятник народовольцам. В работе съезда не принимал участия Г. В. Плеханов, уроженец Липецкого уезда, на тот момент придерживавшийся более мягких позиций. Именно в Липецке оформилась организация «Народная воля».
Несмотря на славу курорта и одного из самых «по-европейски» устроенных городов с красивой купеческой архитектурой, в миниатюре по-прежнему сохранялась промышленность. На части бывшей территории железоделательных заводов существовал небольшой литейный завод братьев Миловановых.

## Конец XIX — начало XX века
Возрождение промышленного города началось в конце XIX — начале XX века, когда, в связи с расширением железнодорожного строительства, российскими и иностранными предпринимателями было решено вновь использовать рудные месторождения возле Липецка. Тогда в городе работали табачные, свечные, кожевенные фабрики, винокуренный, мыловаренный, сахарный и два чугунолитейных завода. Из образовательных учреждений того времени известны женская гимназия и реальное училище. По данным всероссийской переписи, в городе на 1897 год проживало чуть больше 20 тысяч человек, при этом большая часть населения (63 %) была совершенно неграмотной.
В 1899 году, дворянин и помещик, статский советник А. М. Кожин начинает выкуп земель и ведение переговоров с русскими и иностранными капиталистами о строительстве металлургического завода. Вскоре планам было суждено осуществиться, так 28 января 1899 года в бельгийском городе Льеже было создано Тамбовское анонимное горное и металлургическое общество. В 1902 году с участием бельгийского капитала было закончено строительство двух доменных печей, положивших начало металлургическому заводу «Свободный сокол», который дал первый чугун 15 июля 1902 года. Уже в первые годы предприятие стало проблемным: завод прекратил работу, рабочие были уволены, а акционерное общество было втянуто в серьёзный кризис.
События революции 1905—1907 годов не обошли и промышленный Липецк. В 1903 году в городе появляется первая ячейка РСДРП, которая устанавливает связи с производственными коллективами. В годы революции здесь происходят выступления и митинги рабочих, в 1906 году в результате деятельности партийной группы происходят забастовки пекарей, железнодорожников, рабочих кожевенного и известкового заводов.
12 февраля 1909 года появляется первое в городе научно-просветительское и краеведческое общество — «Липецкое Петровское общество распространения научных и практических знаний». При нём находились музей, книжный склад, библиотека, читальня. Липецкий курорт (и Нижний парк вместе с ним) в эти годы претерпевает капитальный ремонт, получает две высокие награды (гран-при на выставке в бельгийском городе Спа и высшую степень признания на Всероссийской гигиенической выставке в Петербурге). В 1913 году курорт первым в городе получает электричество.
В 1910—1911 годах бельгийские предприниматели во главе с Эрвером выкупают акции прогоревших бывших владельцев и возобновляют работу Сокольского завода. Положение рабочих предприятия было крайне тяжёлым. Остро стояла топливная проблема. Оплата труда была очень невысокой, штрафная система — строжайшей, был высок травматизм и степень административного произвола. К 1912 году в городе сложилась картина сильнейшего классового расслоения. Богатые купеческие кварталы с садами и парками, обеспеченные электричеством и водопроводом, соседствовали с примитивными хижинами и бараками на рабочих и сельских окраинах без подачи воды (её возили на лошадях) и света. В этом же году на Сокольском заводе происходит первая всеобщая забастовка и администрация пошла на уступки. Возглавлявшие протест были уволены.
В годы Первой мировой войны металлургическое производство в городе переходит на военные рельсы. Развивается и авиастроение. В 1916 году открываются мастерские по сбору французский аэропланов типа «Моран». До революции на них было собрано 5 летательных аппаратов. Год был насыщенным для жизни города: открыт первый кинотеатр — «Унион». Существовали и частные «синематографы» — например, «Модерн».
Вскоре город стал охвачен событиями 1917 года. Среди солдат 191-го полка произошёл раскол и бунт. Большая их часть поддержала свержение самодержавия. В феврале липецкие рабочие разоружают полицию и освобождают заключённых, нарастает агитация среди рабочих Сокольского завода, рудников и ряда других городских предприятий. В марте создан местный Совет рабочих и солдатских депутатов. В апреле проходит массовая демонстрация — шествие через весь город и символические похороны старого режима. На главной площади города под звуки «Марсельезы» был сожжён чёрный гроб с надписью «Вечное проклятье дому Романовых!».
После победы Октябрьского восстания в столице, в городе продолжали действовать все учреждения Временного правительства. Лишь 20 декабря после перевыборов президиума Липецкий Совет провозглашает Советскую власть.

Мемориальная доска кавалерийской и стрелковой дивизиям

В 1918 году, когда в стране шла Гражданская война, в городе создаётся авиацентр, база одного из шести республиканских авиаотрядов, эскадра тяжёлых бомбардировщиков «Илья Муромец». В октябре-ноябре 1919 года К. Е. Ворошиловым в Липецке были сформированы 11-я кавалерийская (входила в состав 1-й Конной армии) и 61-я стрелковая дивизии, принимавшие участие в разгроме деникинцев.
В последние годы Гражданской войны в городе начинает устанавливаться мирная жизнь и возобновляться культурная деятельность. В 1921 году открывается драматический театр, а в 1922 начинает работу Липецкий городской совет. Начата волна советской индустриализации. В 1923 году возобновляет работу Сокольский завод, переименованный в честь демократических преобразований и национализации в завод «Свободный сокол». В 1925 году с ним объединяется чугунолитейный завод «Октябрьская революция» (в своё время образовавшийся на месте бывшего завода Миловановых). Первые годы занимался преимущественно посудным литьём, лишь к 1927 году начав производить чугун. В 1924 году открывается чугунолитейный завод по производству отопительных радиаторов для нужд массового строительства, к 1931 году переименовавшийся в «Липецкий радиаторный завод».
Липецк продолжает развиваться как авиационный центр. В 1923 году на территории бывшего винокуренного завода образована советская авиашкола. Она занималась обучением нового поколения советских авиаторов, однако существующих знаний, технологий и финансовых средств недоставало, в связи с чем было принято решение об организации в обход Версальского соглашения в 1925 году секретной советско-немецкой авиационной школы. Все расходы на оборудование и материалы для исследовательской работы (которые зачастую получались из-за рубежа тайно) легли на баланс немецкой стороны. После прихода к власти Гитлера, немецкая школа закрывается, а на её месте в 1934 году открывается Высшая лётно-тактическая школа ВВС.
Продолжается индустриализация. В 1928 году открывается Липецкий мясокомбинат, Липецкий известковый завод, а в 1929 начинает строиться Липецкий силикатный завод. На месте парка «Воронежская роща» построен Механический завод — первое машиностроительное предприятие в городе, к 1933 году переименованный в Ремонтно-тракторный. Выпускал в первое время двигатели на дизеле и сельскохозяйственную технику, после переименования — станки.
В период с 1929 по 1931 годы город охватывает волна массового открытия средних специальных учебных заведений. Один за другим открываются индустриальный техникум, медицинское и педагогическое училище. Учебных заведений было немного, так как город с 1928 года являлся всего лишь районным центром Центрально-Чернозёмной области, а с 1936 года — Воронежской.
В 1931 году на левом берегу был заложен гигант — Новолипецкий металлургический завод (НЛМЗ, ныне — Новолипецкий металлургический комбинат — НЛМК), который начал свою работу 7 ноября 1934 года. Строительство этого предприятия стало переломным в биографии Липецка. Именно НЛМК принёс Липецку мировую славу индустриального центра. Начиная с 1930-х годов Липецк из небольшого утопающего в зелени городка превратился в крупный индустриальный центр Черноземья. Основной площадкой для строительства становится посёлок Новолипецк. В это время он развивается быстрее других городских районов и к 1950-м годам здесь сложился самый внушительный в городе ансамбль монументальных сталинок. В 1932—1936 годах на левобережной окраине города строится второе машиностроительное предприятие — литейно-механический завод «Станкострой» (изначально в 1929 году задумывавшийся как тракторный, однако к 1936 году перешедший в оборонную промышленность), рядом располагается рабочий посёлок с инфраструктурой соцкультбыта.
В 1933 году для связи рабочих районов с центром города, связи курорта и вокзала, в городе появляется автобусный общественный транспорт, первоначально в количестве трёх автобусов.

## Годы Великой Отечественной войны и послевоенное время
Во время Великой Отечественной войны, Липецкий аэропорт и работавший на оборонные нужды Сокольский завод подверглись бомбёжкам. В ходе бомбёжек погибли 328 мирных жителя, около 6000 не вернулись домой с войны. На территории Липецкого курорта были организованы эвакогоспитали. Всего по городу в годы войны функционировало до 40 госпиталей. Многие умершие в госпиталях захоронены на Евдокиевском кладбище. Население несло трудовую повинность и было мобилизовано на строительство оборонных сооружений, из-за притока эвакуированных не хватало жилплощади. В период с 1941 по 1942 год, а затем и до окончания войны оборудование, несколько цехов и доменная печь НЛМЗ были эвакуированы в Челябинск и обратно возвращены не были. Часть производственных мощностей завода «Станкострой» эвакуирована в г. Касли (Челябинская область) и позднее ещё раз в Москву на завод имени Войкова.

Памятная доска 491 полку

В декабре 1942 года в Липецке был сформирован 491-й отдельный миномётный Киевский Краснознамённый орденов Александра Невского и Кутузова III степени миномётный полк Резерва главного командования, о чём свидетельствует памятная доска.
Предприятия города перешли на оборонные заказы; на картах тех лет видно, как промзоны покрываются сетью одноколейных железных дорог. Производили мины, гранаты, гильзы, зажигательные брикеты, окопные печи, подошвы для миномётов, лыжи, сани для РККА. На пожертвования были построены военные самолёты «Большевик Липецка» и «Липецкий комсомолец», переданный лётчику Сергею Литаврину (в его честь есть улица), на котором тот уничтожит 19 вражеских самолётов, получив звание Героя Советского Союза. Засекреченный в то время завод № 61, «Станкострой», занимается ремонтом танковой техники. В 1942 году на его основе формируется первый танковый корпус под командованием Катукова (его именем также названа улица). В 1943 году на базе «Станкостроя», в рекордно короткие сроки был построен Липецкий тракторный завод (ныне — завод «Липецкий трактор»).
В первые годы после войны интенсивно восстанавливается промышленность, достраиваются производственные мощности, к 1949 году заработала Новолипецкая ТЭЦ.
В 1947 году запускается первая линия трамвая, маршрут которого располагался полностью на левом берегу с конечными остановками «ЛТЗ — Спиртзавод». Позднее маршрут № 1 по насыпи через реку связал два берега, протянувшись от 3-го участка до площади Революции. В 1952 году после долгого строительства запущен Завод канализационных труб
В 1949 году педагогическое училище преобразовано в первый вуз города — Липецкий учительский институт.
6 января 1954 года в ходе разукрупнения ряда регионов центральной России создаётся Липецкая и ещё четыре области, а город получает статус областного центра. Эксперимент оказался удачным, и в отличие от Каменской, Арзамасской и Балашовской областей, регион существует до сих пор, став в 2015 году донором федерального бюджета.
Административный статус дал городу мощный импульс развития. Начинают строиться многие областные учреждения, асфальтироваться дороги, проводится масштабная программа озеленения и освещения улиц. На месте питомника плодовых и лесопарковых культур Быханова открывается Комсомольский парк. В 1955 году вступает в строй АТС на 10 тысяч абонентов, открывается новый корпус областной больницы, в новые корпуса переезжают и многие другие городские учреждения. В 1956 году областной статус получает Краеведческий музей (бывший Народный), начато строительство Петровского моста (на тот момент — мостовой переход № 1), запущена первая пассажирская авиалиния Липецк — Москва, появляется первый технический вуз — вечерний факультет Тульского механического института (с 1959 — вечерний факультет МИСиС, с 1966 года — филиал МИСиС), авторемонтный завод (с 1963 года — Липецкий механический завод), завод железобетонных изделий. Во второй половине 1950-х годов на НЛМЗ открывается несколько новых цехов и производств. В 1959 году образован Липецкий цементный завод. В 1963 году открыт крупнейший литейный завод — «Центролит», в 1964 — азотнотуковый завод и аглофабрика.
Разросшийся город вскоре получает свои административные округа. В 1965 году были образованы Левобережный и Правобережный округа, включавшие в себя часть города, расположенную на левом берегу и на правом соответственно. В 1966 году впервые открыто прямое железнодорожное сообщение с Москвой (поезд «Липецк — Москва»), построено здание Липецкого аэропорта на 100 посадочных мест, запускается завод резинопластмассовых изделий. 1968 год был отмечен трагедией: в ходе тренировочного полёта Як-28 из-за загоревшегося двигателя самолёт начал падение. Ценой своей жизни лётчикам удалось увести падавший самолёт от жилых кварталов. Их памяти в 1968—1969-х годах был посвящён открывшийся ансамбль площади Авиаторов и памятник-«самолёт».
К началу 1970-х годов в городе складывается несколько локальных производственно-логистических цепочек: добывающие предприятия (Студёновское рудоуправление (добыча известняка), добыча песка для Силикатного завода, торфоразработки) — переработка сырья в готовые материалы (производство бетонных блоков, силикатного кирпича, цемента, чугуна, прокатных листов) — построение орудий производства (станкостроение) — производство машин и деталей к машинам (пусковые двигатели, трактора).
1972 год: пущен первый троллейбус и открыт для эксплуатации Октябрьский мост (на момент открытия — мостовой переход № 2, соединивший юго-западные районы правого берега с посёлком ЛТЗ), образован Советский округ на основе Правобережного.
1973 год: организован Липецкий политехнический институт, открывается воздушное сообщение с Белгородом, Воронежем, Губкиным, Курском, Москвой, Орлом, Пензой, Рязанью и Саратовом.
1974 год: открыт самый большой в Черноземье ЦУМ, разбит Парк Победы (впоследствии — один из самых популярных в городе), сдана первая очередь кольцевой дороги, распахнул двери дворец спорта «Звёздный».
1976 год: начато затопление Матырского водохранилища для нужд НЛМЗ.
1978 год: открыт Сокольский мост для кольцевой дороги, на пересечении проспекта Победы и дороги на Тракторный открыт памятник Танкистам, архитектурная доминанта района. В 1983 году НЛМЗ становится комбинатом.
В 1984—1985 годах новый строительный бум: построен легкоатлетический манеж «Юбилейный», возникают высотные (относительно ранней застройки это 10 и более этажей) архитектурные ансамбли на проспекте Победы, площади Победы, улице Космонавтов (со стороны 9 микрорайона, уникальный для города проект планировки, бульвара и соцкультобъектов в каждом здании), образовался перспективный для застройки Октябрьский округ (из Советского). К концу 1980-х — началу 1990-х бум высотного строительства продолжился, однако многие проекты достраивались в 90-е с опозданием: построены две двадцатиэтажные высотки, новое здание вокзала и кинотеатра «Октябрь», автовокзала, главное здание Центрального рынка, комплекс высотных зданий в начале улицы Доватора (район Каменного лога).

## Конец XX — начало XXI века
С распадом СССР в начале 1990-х годов многие промышленные предприятия в городе попадают в затруднительное положение, массовый характер приобретают невыплаты зарплат. Тем не менее развитие города продолжалось: в 1993 году начал работу завод по производству холодильников «Стинол», а в 1996 году был открыт второй в городе памятник Петру I, ставший важной достопримечательностью центра города.
В 2002—2005 годах произошло беспрецедентное сокращение трамвайного транспорта: были уничтожены пути на Петровском мосту (в направлении от центра до НЛМК), в сторону Сокола, на улицах Неделина и Гагарина, а также в центре (площадь Карла Маркса), закрыто восемь маршрутов и первое депо на левом берегу. Осенью 2004 года признан банкротом важнейший завод города — ЛТЗ. Итальянские владельцы завода «Стинол» в этом же году строят завод стиральных машин «Indesit». В 2005 году взорван спорткомплекс «Юбилейный» (спустя два года в этом районе появляется ТЦ «METRO» и пешеходная зона у реки с пляжем «Набережная»). Центр города меняет облик: появляются светомузыкальный фонтан на площади Петра Великого (2006 год) и каскадный фонтан на Петровском спуске (2007 год). В 2008 году с участием итальянского посла торжественно открыта особая экономическая зона «Липецк» — производственный район со льготами для иностранного капитала.

Схема троллейбусной сети, ликвидированной в Липецке в 2017 году

В 2009 году был снесён производственный комплекс давно пребывавшего в кризисе Станкостроительного завода, демонтировано оборудование Завода пусковых двигателей, снесена большая часть производственных мощностей завода «Свободный сокол», остановил производство завод «Центролит». Прекратил своё существование Липецкий тракторный завод. Начиная с 2012 года поэтапно уничтожается троллейбусное движение. В период с 2011 по 2016 годы закрыто пять маршрутов этого вида транспорта. В 2013 году ликвидирован Липецкий трубный завод, а старейшее предприятие города — завод «Свободный сокол» — признано банкротом. К 2016 году в городе работало пять троллейбусных и два трамвайных маршрута в противовес пиковым 13 троллейбусным и 13 трамвайным в 1989 году. По состоянию на август 2017 года троллейбусное движение в городе полностью ликвидировано.
Сегодня Липецк известен как крупный производитель стали и проката (Новолипецкий металлургический комбинат, «Свободный сокол»), строительных материалов (АО «ДСК», ЛЗСК, Липецкий цемзавод, Липецкий силикатный завод), «белой» бытовой техники (Indesit Company), соков (ОАО «Прогресс») и минеральной воды («Святой источник», «Росинка», ОАО «Прогресс», «Эдельвейс», «Живая вода»), как центр подготовки пилотов российской авиации (Липецкий авиацентр). В Липецке создана пилотажная группа «Соколы России».